# J.League Dynamite Soccer 64
J.League Dynamite Soccer 64 (Ｊリーグダイナマイトサッカー64) est un jeu vidéo de football sorti en 1997 sur Nintendo 64 uniquement au Japon. Le jeu a été développé par A-max et édité par Imagineer.
Les noms des footballeurs dans le jeu sont ceux des joueurs officiels de la J.League.